# Sant Genís de Vilamorell
Capella ubicada al veïnat de Vilamorell, pertanyent a la parròquia de Sant Andreu de Borrassà (municipi de Borrassà, Alt Empordà), esmentada en diversos documents de l'Edat Mitjana.
El lloc de Vilamorell, a l'oest del nucli de Borrassà, era possessió del monestir de Sant Pere de Rodes, l'any 982.
El 1315 ja hi és esmentat un beneficiari. Avui despareguda, l'any 1651 aquesta capella va ser reedificada.